# Cryoturris trilineata
Cryoturris trilineata är en snäckart som först beskrevs av C. B. Adams 1845.  Cryoturris trilineata ingår i släktet Cryoturris och familjen kägelsnäckor. Inga underarter finns listade i Catalogue of Life.